# Jonas Bager
Jonas Bager (* 18. Juli 1996) ist ein dänischer Fußballspieler. Er stand im Kader der dänischen Nachwuchsnationalmannschaften.

## Karriere

### Verein
In seiner Kindheit trat er HØST IF bei und wechselte später zu Randers Freja, ehe er sich dem Partnerklub Randers FC anschloss. Sein Debüt im Herrenbereich absolvierte Bager am 9. Juli 2015 beim 3:0-Sieg im Rückspiel in der ersten Qualifikationsrunde zur UEFA Europa League gegen UE Sant Julià. Am 28. November 2015 debütierte er in der Superliga (erste Liga), als er beim 1:0-Sieg am 17. Spieltag in der 58. Minute für den verletzten Mads Agesen eingewechselt wurde. Bager kam in dieser Saison zu einem Einsatz in der Qualifikation zur Europa League, zu zwei Einsätzen im dänischen Pokalwettbewerb und zu drei Einsätzen in der Superliga. Randers FC belegte in dieser Saison den sechsten Tabellenplatz. In der Folgesaison spielte er in 16 Partien und belegte mit Randers FC den siebten Tabellenplatz, der gleichbedeutend mit der Qualifikation für die Teilnahme an der Abstiegsrunde war, in der die Ostjüten den ersten Tabellenplatz belegten und somit die Teilnahme an den Play-offs zur Europa-League-Qualifikation sicherten. Nach Siegen gegen Aalborg BK (2:0/2:1) und Odense BK (1:1/2:0) schied Randers FC in der dritten Runde gegen den FC Midtjylland aus. Bager kam insgesamt zu neun Einsätzen. Daneben spielte er in drei Partien im dänischen Pokalwettbewerb.
Zur Saison 2019/20 wechselte Bager zum belgischen Zweitdivisionär Royale Union Saint-Gilloise. Er unterschrieb dort einen Vertrag über drei Jahre mit Option für ein weiteres Jahr. Zur Saison 2021/22 stieg der Verein in der Division 1A auf. Bager bestritt in dieser Saison 31 von 40 möglichen Ligaspielen sowie 2 Pokalspiele für Saint-Gilloise und erreichte mit dem Verein die belgische Vizemeisterschaft.
Mitte Juli 2022 wechselte er zum Ligakonkurrenten Sporting Charleroi und unterschrieb dort einen Vertrag mit einer Laufzeit von zwei Jahren mit der Option der Verlängerung um weitere zwei Jahre. In seiner ersten Saison dort bestritt er 23 von 34 möglichen Ligaspielen, in denen er ein Tor schoss, und ein Pokalspiel. In der nächsten Saison waren es wiederum 23 von diesmal 36 möglichen Ligaspielen und zwei Pokalspiele.

### Nationalmannschaft
Jonas Bager kam zu einem Einsatz für die dänische U-16-Nationalmannschaft, drei für die U-17, fünf für die U-18, acht für die dänische U-19 und zwei für die U20. Am 20. Januar 2016 debütierte Bager beim torlosen Unentschieden in einem Testspiel im türkischen Belek gegen die Ukraine für die dänische U-21-Nationalmannschaft.
Altersbedingt kann er nicht mehr für die U-21-Nationalmannschaft antreten. Für diese bestritt er nur Freundschaftsspiele. Bei der U-21-Europameisterschaft 2019 stand er zwar im Kader, wurde aber tatsächlich nicht eingesetzt.